# نيك هايوارد
نيك هايوارد (بالإنجليزية: Nick Heyward)‏ هو مغن مؤلف وعازف قيثارة وكاتب أغاني ومغني بريطاني، ولد في 20 مايو 1961 في بكنهام ‏ في المملكة المتحدة.

## وصلات خارجية
- نيك هايوارد على موقع IMDb (الإنجليزية)
- نيك هايوارد على موقع ميوزك برينز (الإنجليزية)
- نيك هايوارد على موقع أول ميوزيك (الإنجليزية)
- نيك هايوارد على موقع ديسكوغز (الإنجليزية)